# Ninox natalis
Il gufastore di Christmas (Ninox natalis Lister, 1889) è un uccello rapace della famiglia Strigidae, endemico dell'Isola del Natale, al largo dell'Australia.

## Descrizione
Per le dimensioni (26-29 centimetri) è pressappoco della taglia dell'allocco. Pesa sui 200 g. Il piumaggio è rosso-bruno.

## Biologia

### Alimentazione
Il gufastore divora soprattutto insetti e altri invertebrati, raramente rettili e uccelli. Talvolta deruba le uova degli uccelli marini.

### Predatori
Questo raro strigide ha, alla pari di molti altri uccelli, come antagonista il ratto nero (Rattus rattus), che uccide i pulli e divora le uova.

## Conservazione
La IUCN Red List classifica Ninox natalis come specie vulnerabile; si stima che la popolazione esistente sia di circa 1000 esemplari.